# 日刊新聞紙の発行を目的とする株式会社の株式の譲渡の制限等に関する法律
日刊新聞紙の発行を目的とする株式会社の株式の譲渡の制限等に関する法律（にっかんしんぶんしのはっこうをもくてきとするかぶしきがいしゃのかぶしきのじょうとのせいげんとうにかんするほうりつ、昭和26年6月8日法律第212号）は、新聞社の株式譲渡制限の特例に関する日本の法律である。略称は、日刊新聞法、新聞社特例法など。

## 概要
日刊新聞を発行する新聞社の株式に関して、特例的に当該株式会社の事業に関係する者に制限する旨の定款上の規定を認める。株式会社の株式の譲渡制限に関する一般的規定を設ける会社法の特別法として位置づけられる。そのため、所管は商法や会社法と同じく法務省（民事局商事課）であり、内閣府や国家公安委員会ではない。
商法の一部を改正する法律(昭和25年5月10日法律第167号)による改正（昭和26年7月1日施行）により、一般の株式会社は、株式の譲渡制限がまったくできなくなることを受けて、これと同時に作られた法律であり、新聞については議員立法によって、「新聞は社会の公器であり、その事業は高度の公共性を持つものでありまして、その主張の自主性と報道の真実性は実に新聞の使命そのものであります。従いまして、新聞における言論の自由を確保し、報道の正確を保持し、その伝統を守るためには、外部から来る資本の圧力などを十分警戒せねばなりません」との理由で譲渡制限を行うことを可能にするために制定された。
従って制定当時は、この法律は「株式の譲受人を、その株式会社の事業に関係のある者であつて取締役会が承認をしたものに限ることができる」と規定していたが、現在では一般の株式会社においても株式の譲渡制限（会社法第108条第1項第4号）を設定することは可能であるため、この法律では株式の譲受人を、「その株式会社の事業に関係のある者に限ること」ができるとともに、「株主が株式会社の事業に関係のない者であることとなつたときは、その株式を株式会社の事業に関係のある者に譲渡しなければならない」という、既存の株主に対する保有の制限を行える点が特例となっている。この「事業に関係のある者」の範囲は、必ずしも明確でない。

## 実際
ここで言う「当該株式会社の事業に関係する者」については、日本経済新聞社では役職員および『社友』と呼ばれる元役職員、グループ内の法人に限定されるとの解釈がなされている。しかし、新聞社によっては、複数の事業会社や金融機関が株主になっている例もみられる。
例えば毎日新聞GHDと産経新聞社では、大手製紙メーカーの王子製紙、大王製紙、日本製紙が大株主になっているが、これは会社が日々の新聞発行に使用する新聞用紙を調達する上で欠かせない存在であることが理由となっている。また、メガバンク3行のうち三菱UFJ銀行は両社、三井住友銀行とみずほ銀行は産経の大株主だが、これらは融資が得られないと事業の継続が出来ないという意味で、両社は主力取引銀行も事業関係者と認識している。

一方、読売新聞グループ本社や朝日新聞社、中日新聞社、静岡新聞社などでは創業家や中興の祖の子孫が株式を代々相続しており、読売の正力家、朝日の村山家のように社長がオーナー一族以外の者になっても株主として影響力を持ち続けるケースがある。中日の大島家、静岡新聞の大石家、信濃毎日新聞の小坂家、河北新報の一力家などは2023年現在も同族経営を行っている。

## 評価
高橋洋一は、本法について「究極の既得権」と位置づけ、譲渡制限があってオーナーが変わりえないことによって、新聞社がコーポレート・ガバナンスの効かない組織となっている、と評価している。